# Cristhian Venegas
Cristhian Andrés Venegas Yañez, (Los Ángeles, Provincia del Biobío, Chile, 27 de mayo de 1993), es un futbolista chileno que juega de defensa y fue enviado a préstamo a Deportes Iberia de la Primera B de Chile. Fue enviado al primer equipo con el técnico argentino Eduardo Berizzo. Su pase pertenece a O'Higgins.

## Clubes
| Club                         | País  | Año       |
| ---------------------------- | ----- | --------- |
| O'Higgins                    | Chile | 2013-2015 |
| Deportes Santa Cruz (Cedido) | Chile | 2015-2016 |
| Deportes Iberia (Cedido)     | Chile | 2016-2017 |
| Malleco Unido                | Chile | 2017-2018 |
| Deportes Valdivia            | Chile | 2019      |

## Palmarés

### Campeonatos nacionales
| Título             | Club      | País  | Año  |
| ------------------ | --------- | ----- | ---- |
| Torneo Apertura    | O'Higgins | Chile | 2013 |
| Supercopa de Chile | O'Higgins | Chile | 2014 |

### Distinciones individuales
| Distinción                   | Año  |
| ---------------------------- | ---- |
| Medalla Santa Cruz de Triana | 2014 |